# Peace, Love, Death Metal
Peace, Love, Death Metal è il secondo album in studio della band statunitense Eagles of Death Metal.

## Tracce
1. I Only Want You
2. Speaking in Tongues
3. So Easy
4. Flames Go Higher
5. Bad Dream Mama
6. English Girl
7. Stacks o' Money
8. Midnight Creeper
9. Stuck in the Metal (cover degli Stealers Wheel)
10. Already Died
11. Kiss the Devil
12. Whorehoppin' (Shit Goddamn)
13. San Berdoo Sunburn
14. Wastin' My Time
15. Miss Alissa